# Souvenirs dormants
Souvenirs dormants est un ensemble de récits romancés de Patrick Modiano paru le 26 octobre 2017 aux éditions Gallimard.
Premier ouvrage à paraître de son auteur depuis l'obtention du prix Nobel de littérature en 2014, il est également accompagné de la publication le même jour d'une pièce de théâtre, Nos débuts dans la vie, inspirée par La Mouette d'Anton Tchekhov.

## Résumé
Le narrateur, Jean D., né comme l'auteur le 30 juillet 1945 à Boulogne-Billancourt tente cinquante ans après de reconstituer les souvenirs de ses rencontres avec plusieurs personnages. Geneviève Dalame et son frère, Madeleine Péraud, Mireille Ourousov, Mme Hubersen toujours en manteau de fourrure. À travers les rues de Paris et de sa banlieue, les fils de la mémoire se nouent, se croisent, se défont.

## Réception critique
Parmi les nombreux articles francophones, quelques-uns font la synthèse,,,.

## Éditions
- Éditions Gallimard, coll. « Blanche », 2017  (ISBN 9782072746314)[6]..